# CSM Bucarest
Le Club Sportiv Municipal București  est un club omnisports roumain fondé en 2007 et basé à Bucarest.

## Sections
- Athlétisme
- Aviron
- Basket
- Canoë-Kayak
- Danse sportive
- Échecs
- Handball féminin et masculin
- Judo
- Motocyclisme
- Natation
- Rugby à XV
- Scrabble et Go
- Tennis
- Volley-ball féminin et masculin
- Yachting